# Francesc Rossell
Francesc Rossell, spanisch auch Francisco Rosell, (* um 1630 in Barcelona; † 24. Juli 1676 in Kloster Montserrat), war ein katalanischer Chormeister, Organist und Komponist. Rossell war von 1630 bis 1676 Leiter der Escolania de Montserrat.

## Leben und Werk
Francesc Rossell trat 1643 als Mönch in das Kloster Montserrat ein. Es ist nicht bekannt, ob er Teile seine musikalischen Ausbildung bereits in seiner Heimatstadt Barcelona oder seine gesamte Ausbildung erst im Kloster Montserrat absolvierte. Er war Schüler von Joan Romanyà in Montserrat.
Der Musikwissenschaftler Baltasar Saldoni weist das Prestige Rossells als Komponist und Organist aus. Zusätzlich zu seinen musikalischen Aufgaben wirkte Rossell als Novizenmeister, Sakristan und persönlicher Diener des Abtes. Seine Kompositionen sind nicht [oder nur in wenigen Ausnahmefällen] überkommen. Die Gran Enciclopédia Catalana berichtet von drei überlieferten vier- bis achtstimmigen Villancicos von hoher künstlerischer Qualität.